# Mtsapéré
Mtsapéré  (ou M'tsapéré, Montsapere, M'Sapere, Sapéré) est une localité située au nord-est de Mayotte. Ancien village côtier, c'est devenu une banlieue de Mamoudzou.

## Géographie

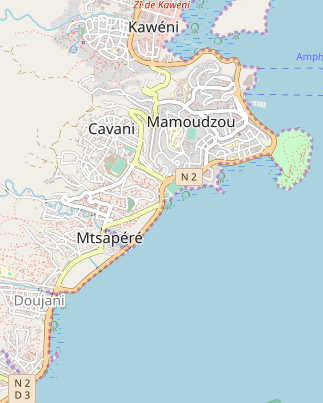
Localisation au sud de Mamoudzou.

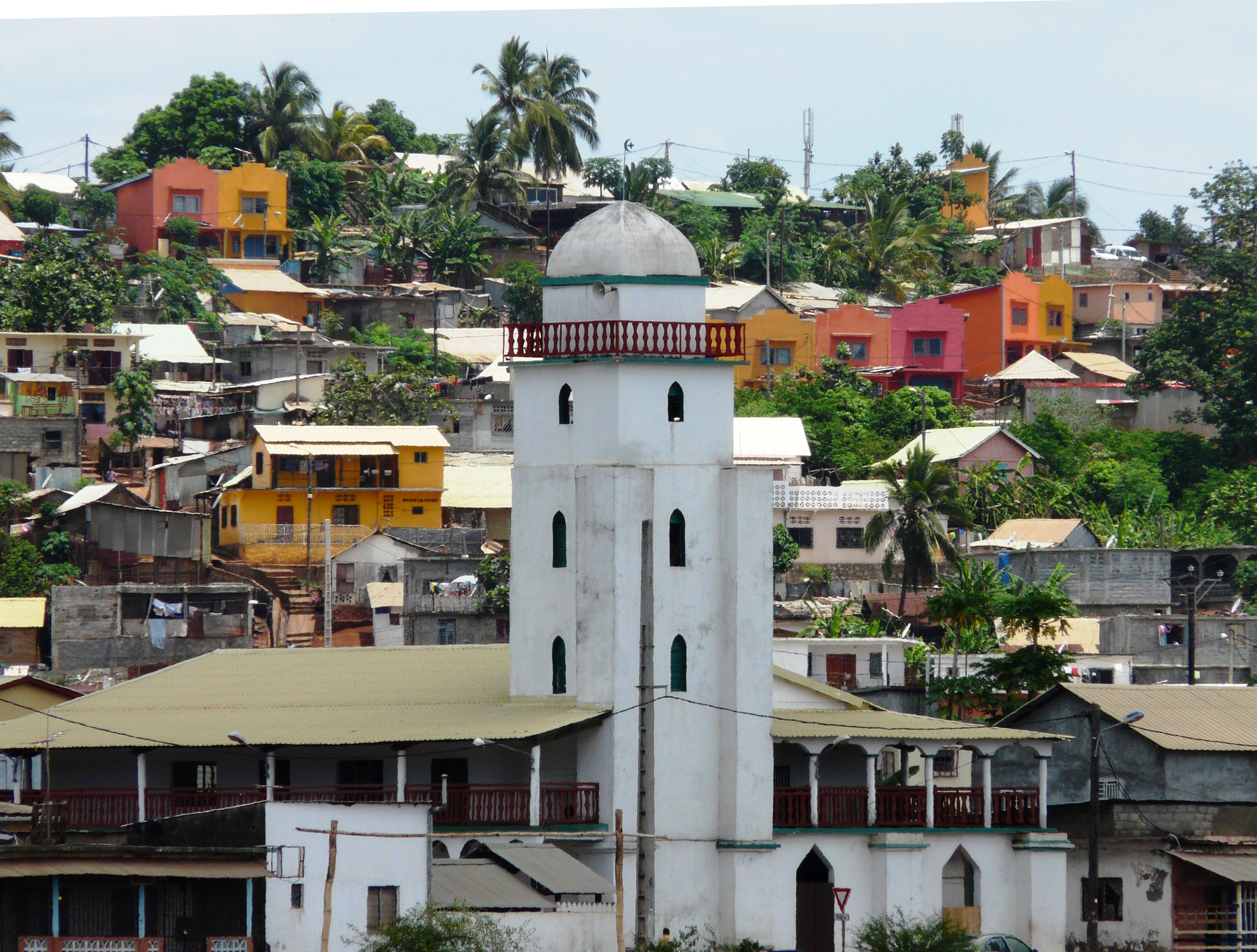
La mosquée.

### Situation
Mtsapéré est située en bord de mer, au sud de Mamoudzou. Les autres localités les plus proches sont Doujani au sud-ouest, Kavani, La Convalescence – résidence d'altitude des gouverneurs d'autrefois – et Kawéni au nord, Passamaïnty au sud.

### Relief
La localité doit son nom au mont Sapéré (ou Mont Mausapére, Mont Sapare, Sapere Hill, Mont Sapere, Mont Mausapere, Mont Mausapére, Mont Sapare, Mont Sapere, Sapere Hill) qui culmine à 572 m.

Elle se trouve dans une région sismique.

### Climat
Mtsapéré jouit d'un climat tropical de type Aw selon la classification de Köppen, avec une température moyenne annuelle de 26 °C et des précipitations d'environ 1 212 mm par an, plus faibles en hiver qu'en été.

### Environnement
Le village est longtemps resté enclavé, desservi par une petite route au bord de la mangrove, mais le lagon a été remblayé et la mangrove a été sacrifiée à une nouvelle voie de contournement.

## Infrastructures
La localité possède une grande mosquée, un centre de consultations (ex-dispensaire) et deux écoles, dont l'école élémentaire publique Mtsapéré Bonovo. Le collège se trouve près de Doujani. Mtsapéré comporte plusieurs quartiers dont Bonovo, Maevantana et Mtsangani.

## Sport
La localité héberge un club de football, le Football Club Mtsapéré. Le 20 décembre 2020, il devient le premier club mahorais à rallier les trente-deuxièmes de finale de la Coupe de France en éliminant la Jeunesse sportive saint-pierroise à La Réunion.
Le club de basket-ball local est le Basket Club Mtsapere.

## Pour approfondir